# Kanton Chaumont-Nord
Chaumont-Nord is een voormalig kanton van het Franse departement Haute-Marne. Het kanton maakte deel uit van het arrondissement Chaumont. Het werd opgeheven bij decreet van 17 februari 2014, met uitwerking op 22 maart 2015.

## Gemeenten
Het kanton Chaumont-Nord omvatte de volgende gemeenten:
- Brethenay
- Chamarandes-Choignes
- Chaumont (deels, hoofdplaats)
- Condes
- Euffigneix
- Jonchery
- Laville-aux-Bois
- Riaucourt
- Treix